# Vonarxia anacardii
Vonarxia anacardii är en svampart som beskrevs av Bat. & J.L. Bezerra 1960. Vonarxia anacardii ingår i släktet Vonarxia, divisionen sporsäcksvampar och riket svampar.   Inga underarter finns listade i Catalogue of Life.